# Нюснюсская баня
Нюснюсская баня (азерб. Nüsnüs hamamı) — баня (хамам) и памятник истории и архитектуры, расположенный в селе Нюснюс Ордубадского района Азербайджана.
Баня включена в список недвижимых исторических и культурных памятников местного значения согласно решению Кабинета министров Азербайджанской Республики № 132 от 2 августа 2001 года, а также в список архитектурных памятников республиканского значения по решению Кабинета министров Нахичеванской Автономной Республики № 98 от 21 ноября 2007 года.

## История
Нюснюсская баня была построена в XIV–XV веках в селе Нюснюс Ордубадского района. Относится к группе подземных бань. Основная часть расположена под землей, над поверхностью земли выступают только своды и входная дверь. Толщина стен составляет 1,2 метра.
План бани прямоугольный, она состоит из зала для омовения и прилегающих к нему подсобных помещений. Длина — 22,6 м, ширина — 9,4 м, высота — 5,6 метра. Общая площадь бани — 213 м². Раздевалка и купальня, а также примыкающие вспомогательные комнаты покрыты двумя сферическими сводами. Раздевалка и купальня связаны между собой небольшими тамбурами.
Бассейн для горячей воды примыкает к купальне. В бане есть три дымохода: один находится над очагом в южной части купальни, два других — в северной части зала, в западной и восточной стенах. Очаг расположен под котлом и имеет вырез для входа. Под залом для омовения и прилегающими помещениями проходят каналы, по которым проходит горячий воздух. Один конец канала соединен с очагом, другой — с дымоходом. Потолки залов бани покрыты круглыми сводами, комнаты и глубокие ниши — арочными потолками. Особенностью бани, отличающей её от других средневековых бань, является то, что её стены, своды и арочные потолки построены из горной породы. Внутреннее пространство бани освещается через дымоход, расположенный в центре свода и потолка. В ранние периоды для обогрева бани использовали солому и дрова. После того как солому кладут в очаг, дымоход и отверстие закрываются. Образовавшееся тепло нагревает воду в котле и, проходя по трубам под полом бани, согревает зал для омовения. Баня использовалась до 1940–1950-х годов.
После восстановления независимости Азербайджана баня была внесена в список недвижимых историко-культурных памятников местного значения согласно решению Кабинета министров Азербайджанской Республики № 132 от 2 августа 2001 года. Согласно решению Кабинета Министров Нахичеванской Автономной Республики № 98 от 21 ноября 2007 года баня включена в список архитектурных памятников республиканского значения.
Баня, долгое время не используемая, находится в аварийном состоянии.